# Бугримова, Ксения Юрьевна
Ксе́ния Ю́рьевна Бугри́мова (укр. Ксенія Юріївна Бугрімова; род. 25 июня 1983, Одесса, УССР) — украинский телережиссёр, кинорежиссёр, продюсер,сценарист, основатель «Wow Oscar Studio» Архивная копия от 23 декабря 2021 на Wayback Machine. Наиболее известными стали её проекты «Моя правда», «У Украины есть талант», «Холостяк», «Киев днём и ночью», короткий метр «Zerno».

## Биография
Ксения родилась 25 июня 1983 года в Одессе. Отец Юрий Бугримов — адмирал морского флота в отставке, мать — Лидия Бугримова.
Окончив 9-й класс одесской школы № 2, поступила в Одесское училище искусств и культуры им. К. Ф. Данькевича. Специальность — дирижёр. На последних курсах музучилища она уже понимала, что выберет другую профессию. А бурный роман с художником-сюрреалистом мотивировал девушку обратить внимание на профессию режиссёра.
В 1999 году переезжает в Киев и поступает в Национальную академия руководящих кадров культуры и искусств на специальность «режиссура» к педагогу В. Г. Горпенко. От него девушка усвоила главное правило: научиться режиссуре невозможно, можно лишь овладеть инструментами для воплощения своих идей.
После окончания вуза в 2004 году Ксения отправилась гастролировать с цирком в роли клоунессы. Спустя четыре месяца она вернулась в Киев и начала карьеру на телевидении.

## Карьера
Первым местом работы в качестве режиссёра стал духовно-просветительский телеканал «Глас» (2004 год). Сначала работает администратором, но через один день работы предложили должность помощника режиссёра, а ещё через неделю — режиссёра. Почти два года Ксения Бугримова снимала документальные проекты о выдающихся личностях, известных монастырях и других объектах культурного наследия.
В 2005 году Ксения перешла работать на телеканал СТБ, где стала режиссёром проекта «Невероятные истории любви» — это постановочные истории любви великих людей разных эпох.
На СТБ она как режиссёр и продюсер реализовала ряд проектов. Сняла 90 серий программы «Моя правда». Были созданы документальные фильмы об Орнелле Мути, Богдане Ступке, Владимире Высоцком, Эдите Пьехе, Людмиле Рязанцевой и других знаменитостях.
Одной из самых сложных стала работа над фильмом «Моя правда. Леонид Кучма», посвященным 70-летнему юбилею второго президента Украины. Работа над проектом длилась более трех месяцев. В фильме приняли участие Наина Ельцина, Ильхам Алиев, Александр Квасневский, Эдуард Шеварнадзе и Леонид Кравчук. Фильм был показан не только в Украине, но и России, Грузии, Азербайджане и Казахстане, охватив самую большую аудиторию в истории проекта «Моя правда».
В 2009 году Ксения Бугримова выступает руководителем и режиссёром первого сезона шоу «Україна має талант» (англ. Britain’s Got Talent).
В 2010 году выходит юмористического шоу «Смешные люди».
Самой масштабной работой Бугримовой на СТБ стал проект «Холостяк» (англ. The bachelor), в котором она выступила руководителем и главным режиссёром первых трех сезонов (2011—2013 года). Она запускала романтическое шоу с нуля, лично отбирала героев. Так, первым Холостяком стал популярный в США танцор, звезда проекта «Dancing with the Stars» украинец Максим Чмерковский. В тот год финал шоу стал рекордным для Украины по телесмотрению.
В 2012 году за проект «Холостяк» Ксения Бугримова получила высшую национальную награду в сфере телевидения — премию «Телетриумф» в номинации «лучший режиссёр-постановщик телевизионной программы». Шоу несколько раз номинировалось на эту премию, становилось лауреатом в номинациях «Лучшая режиссура» и «Лучшее шоу». Согласно результатам конкурса X-Ray Marketing Awards телепроект «Холостяк» стал лучшим новым проектом 2011 года.
После трёх удачных сезонов шоу «Холостяк» она решила уйти из проекта и приступила к работе над 4-х серийным фильмом «Список желаний». После этого Ксения возглавила творческое объединение на СТБ.
Работала над социальными роликами для фонда Елены Пинчук «АнтиСПИД». В 2016 году сняла цикл документальных фильмов-интервью к 75-й годовщине трагедии «Бабий Яр». А 5-минутный фильм с уникальными архивными кадрами был показан на открытии «Бабий Яр Холокост Мемориальный центр» («BABI YAR Holocaust Memorial Center»). Также в 2016 году Бугримова — автор и режиссёр серии социальных роликов «Диссиденты».
Ксения Бугримова сняла ролик к 75-му дню рождения украинского актёра Богдана Ступки с участием знаменитых украинских актёров, а также — проект к 75-летию со дня рождения украинского актёра, режиссёра и сценариста Ивана Мыколайчука.
В 2014 году по заказу «Нового канала» снято шоу «Герои и любовники» (англ. A Prince for Corina).
В 2015 приступила к производству уникального для Украины формата сериалити «Киев днем и ночью» по оригинальному формату успешного немецкого реалити-шоу «Berlin: Tag&Nacht». А актёры проекта и молодая украинская рок-группа O.Torvald, исполнившая саундтрек, стали популярными среди молодежи. Ксения сняла 3 сезона проекта.
Ксения Бугримова также вошла в состав жюри ежегодного международного форума телевизионщиков Banff international media festival, который проводится в Канаде.
В 2017 году режиссёр представила дебютную работу — короткометражный игровой фильм «Зерно» производства телеканала «СТБ». Фильм был отобран в профессиональную секцию 69-го Каннского кинофестиваля — Short Film Corner. Ксения сняла картину во Львове и Киеве всего за 5 дней. Главные роли сыграли молодые украинские актёры Ольга Гришина и Глеб Мацибора. Фильм «Зерно» также вошёл в национальную конкурсную программу Международного киевского кинофестиваля «Молодость», где попал в номинацию Best Ua shorts. В 2020 году фильм был продан на платформу Start  Архивная копия от 21 марта 2022 на Wayback Machine.
В 2017 году Ксению Бугримову пригласили на телеканал СТС на пост топ-менеджера руководить департаментом шоу и программ. На этой должности она реализовала как продюсер и режиссёр проект «Успех» — это российская адаптация формата The Final Four компании Armoza Formats. Параллельно с СТС свою адаптацию формата готовит американский Foх, права на проект уже приобрели во Франции, Норвегии, Дании, Италии и Испании.
Также на канале СТС были реализованы проекты «Диван» (2017), «Просто кухня» (2017), «Супермамочки» (2018), «Взвешенные» (3-4 сезоны)(2017—2018), «Союзники» (2018).
В 2017 году Ксения работала над сериалом «Список желаний», с Ольгой Гришиной в главной роли. В этом же году проект был продан на Amazon Prime, где получил сотни восторженных отзывов от западной аудитории.
Ксения вошла в топ «Рейтинга молодых медиаменеджеров России», как руководитель направления развлекательных проектов телеканала СТС (2018). Рейтинг формируют Odgers Berndtson совместно с РБК, Mediascope и Deloitte.
В 2019 Ксения родила сына Оскара и открыла собственную международную кинокомпанию Wow Oscar Studio Архивная копия от 23 декабря 2021 на Wayback Machine, офисы которой на данный момент находиться в Киеве, Москве и Коломбо (Шри Ланка).
В феврале 2020 компания Wow Oscar Studio начала съемки полнометражной комедии «Булки» в копродукции с Megogo Studio Архивная копия от 13 мая 2020 на Wayback Machine на острове Шри Ланка, работу над которой пришлось временн остановить в связи с пандемией коронавируса. Архивная копия от 24 мая 2020 на Wayback Machine За время пребывания на острове Ксения отсняла фестивальную короткометражку «Неограненные».
В 2020 году активно работает над документальным проектом о кибербезопасности «Драгнет», комедией «Хайполовы» и комедийным сериалом «Зятек».

## Личная жизнь
В 2012 году во время съемок проекта «Холостяк» на Шри-Ланке, Ксения знакомится с будущим мужем Синаратна Сашико Лакмал. В 2015 году пара поженилась.

## Проекты
- 2005 г. «Невероятные истории любви». Режиссёр, сценарист. СТБ
- 2007 г. «Моя правда». Режиссёр, продюсер. СТБ
- 2009 г. «Україна має талант». Руководитель проекта, режиссёр. СТБ
- 2010 г. «Смешные люди». Руководитель проекта, режиссёр. СТБ
- 2010—2013 гг. «Холостяк». Руководитель проекта, режиссёр. СТБ
- 2014 г. «Герои и любовники». Продюсер, режиссёр. СТБ
- 2015 г. «Киев днем и ночью». Продюсер, режиссёр. СТБ
- 2016 г. Короткометражный игровой фильм «Зерно». Автор идеи, режиссёр. СТБ
- 2017 г. Сериал «Список желаний». Продюсер. СТБ
- 2017 г. «Диван». Продюсер. СТС
- 2017 г. «Успех». Продюсер, режиссёр. СТС
- 2017 г. «Просто кухня». Продюсер. СТС
- 2018 г. «Супермамочки». Продюсер. СТС
- 2017—2018 гг. «Взвешенные» (3-4 сезоны). Продюсер. СТС
- 2018 г. «Союзники». Продюсер, режиссёр. СТС
- 2020 г. (in progress) — Полнометражная комедия «Булки». Wow Oscar Studio Архивная копия от 23 декабря 2021 на Wayback Machine, Megogo Studio Архивная копия от 13 мая 2020 на Wayback Machine
- 2020 г. (in progress) — короткометражный фильм «Неограненные»
- 2020 г. (in progress) — документальный фильм «Драгнет»
- 2020 г. (in progress) — полнометражный фильм «Хайполовы». Ко-продакшн с Максимом Асадчим
- 2020 г. (in progress) — комедийный сериал «Зятек»